# The Daily Stormer
The Daily Stormer é um website de quadro de mensagens e comentários de negação do Holocausto, supremacia branca e neo-nazistas norte-americano que defende o genocídio dos judeus. Considera-se como parte do movimento direita alternativa. Seu editor, Andrew Anglin, fundou em 4 de julho de 2013, como uma substituição mais rápida de seu website anterior, "Total Fascism".
O sítio é conhecido por seu uso de memes da Internet, que foram comparados ao imageboard 4chan e citados como atrações para um público mais jovem e mais ideologicamente diversificado. Enquanto alguns autores nacionalistas brancos elogiaram o alcance do The Daily Stormer, outros, como Jared Taylor, questionaram seu conteúdo e tom, acusando Anglin de ser um agente provocador, usado para desacreditar o verdadeiro nacionalismo branco.
The Daily Stormer orquestra o que chama de "Exército Troll" (Troll Army), que está envolvido no Internet trolling com figuras com as quais Anglin discorda politicamente. Em agosto de 2017, depois de causar indignação ao insultar a vítima de um homicídio violento em uma manifestação de extrema direita, o sítio foi rejeitado por vários registradores de domínio.